# Benedikt Kalcher
Benedikt Kalcher (* 1999 in Graz) ist ein österreichischer Schauspieler.

## Leben
Benedikt Kalcher machte seine ersten Bühnenerfahrungen als Jugendlicher mit Auftritten am TAO! Graz, beim Off-Theaterensemble „Theater T'eig“ in Graz, am Schauspielhaus Graz und auf der Freilichtbühne Graz.
Sein Schauspielstudium absolvierte er von 2018 bis 2022 an der Hochschule für Schauspielkunst Ernst Busch in Berlin.
Seit 2015 steht Kalcher schwerpunktmäßig für Film- und Fernsehproduktionen vor der Kamera. Zu seinen Kino-Arbeiten gehören u. a. die österreichischen Produktionen Klammer – Chasing the Line (2021) und Sachertorte (2022). Regelmäßig übernimmt Kalcher seit 2020 Episodenrollen in österreichischen und deutschen Fernsehserien.
In der 17. Staffel der ZDF-Serie Notruf Hafenkante (2023) übernahm er eine Episodenrolle als tatverdächtiger Umweltaktivist Leon Leidecker. In der 2. Staffel der österreichischen TV-Serie SOKO Linz (2023) spielte er den tatverdächtigen Ex-Freund einer getöteten Klima-Influencerin.
In der 9. Staffel der TV-Serie In aller Freundschaft – Die jungen Ärzte (2023) war er in einer dramatischen Episodenhauptrolle als Trockenbauer Dennis Mahler zu sehen. In der 14. Staffel der deutsch-österreichischen Krimiserie SOKO Donau|SOKO Wien (2023) hatte er weitere Episodenrolle als tatverdächtiger vorbestrafter und mit Drogen dealender Freund eines ermordeten 15-jährigen Mädchens.
In der österreichischen Fernsehkomödie Heribert (2023) spielte er unter der Regie von Andreas Schmied, mit dem er bereits in Klammer – Chasing the Line zusammengearbeitet hatte, als „tapsig-nerdischer“ und verliebter IT-Programmierer Heribert Zocher die männliche Hauptrolle.
Außerdem gehört er in der Rolle des Lukas zur Hauptbesetzung der österreichischen Horror-Comedy-Serie Beasts Like Us (2024.)
Kalcher lebt in Berlin.

## Filmografie (Auswahl)
- 2017: Gezeichnet (Mittellanger Spielfilm)
- 2020: Der Lehrer: Magen-Darm muss man wollen (Fernsehserie, eine Folge)
- 2021: Klammer – Chasing the Line (Kinofilm)
- 2021: SOKO Kitzbühel: Allein (Fernsehserie, eine Folge)
- 2022: Sachertorte (Kinofilm)
- 2022: Barbaren: Captured (Fernsehserie, eine Folge)
- 2023: Notruf Hafenkante: Eingesperrt (Fernsehserie, eine Folge)
- 2023: SOKO Linz: Die Erde braucht uns (Fernsehserie, eine Folge)
- 2023: In aller Freundschaft – Die jungen Ärzte: Schwerelos (Fernsehserie, eine Folge)
- 2023: SOKO Donau: Nahaufnahme (Fernsehserie, eine Folge)
- 2023/24: Heribert (Fernsehfilm)
- 2024: Beasts Like Us (Fernsehserie, acht Folgen)
- 2024: Für immer Sommer – Enthüllungen (Fernsehreihe)